# Софус Нільсен
Со́фус Ні́льсен (дан. Sophus Erhard Nielsen; 15 березня 1888, Копенгаген, Данія — 6 серпня 1963, Копенгаген) — данський футболіст, нападник. Срібний медаліст двох Олімпіад. Рекордсмен збірної Данії за кількістю забитих м'ячів в одному матчі. Тривалий час був одноосібним лідером серед найрезультативніших гравців футбольних турнірів на Олімпійських іграх.

## Спортивна кар'єра
З 1904 року виступав за основний склад команди «Фрем». Рано втратив батька і був змушений працювати у пекарні, щоб якось допомогти матері утримувати велику родину. Одночасно навчався на вечірніх курсах на коваля. Опанувавши професію, вирішив разом з братом Карлом поїхати на заробітки до Шлезвігу. Один з членів футбольного клубу пообіцяв їх працевлаштувати у Кілі, але за умови, що Нільсени будуть виступати за його команду. Місцеві поцінувачі футболу були вражені яскравою грою данського форварда, який забив 72 м'ячі у 18 матчах. У тому числі — чотири — у фіналі чемпіонату Північної Німеччини проти «Айнтрахта» з Брауншвейга (перемога з рахунком 6:1). 1912 року повернувся додому і продовжував захищати кольори столичного клубу до 1921 року. Всього провів за «Фрем» 137 матчів і забив 125 м'ячів.
Перший офіційний матч національна збірна Данії провела на старті Олімпійських ігор у Лондоні. 19 жовтня перемогли другу команду Франції з рахунком 9:0. Софус Нільсен забив останній м'яч у цьому поєдинку. Через три дні, на лондонському стадіоні «Вайт Сіті», данці грали з національною збірною Франції і здобули найбільшу перемогу у своїй історії (17:1). Нільсен забив десять голів у ворота суперників. У третій, фінальній, грі збірна Данії поступилася команді Великої Британії з рахунком 0:2. Софус Нільсен отримав срібну олімпійську медаль і став найрезультативнішим гравцем турніру (11 голів).
На Олімпійських іграх у Стокгольмі данці впевнено перемогли команди Норвегії (7:0). і Нідерландів (4:1), але у вирішальному матчі знову поступилися збірній Великої Британії (2:4). Нападник «Фрема» зробив дубль у першому матчі. Шість гравців команди, Чарльз Бухвальд, Харальд Хансен, Нільс Міддельбю, Оскар Нільсен-Нерланд, Софус Нільсен і Вільгельм Вольфхаген, грали в обох фіналах 1908 і 1912 років. На цьому турнірі німецький нападник Готтфрід Фухс повторив досягнення данського форварда — у грі проти збірної Російської імперії забив десять м'ячів.
60 років був одноосібним рекордсменом за кількістю голів на Олімпійських іграх. На турнірах у Мехіко (1968) і Мюнхені (1972), угорець Анталь Дунаї також забив 13 голів, але провів тринадцять ігор проти шести у Нільсена. Кольори національної збірної захищав до 1919 року, всього провів 20 матчів (16 забитих м'ячів). 11 квітня 2001 року, австралійський форвард Арчібальд Томпсон встановив новий рекорд результативності в одному міжнародному матчі між збірними — 13 голів у ворота команди Американського Самоа (остаточний рахунок гри 31:0).
З 1932 по 1945 рік входив до тренерського штабу національної збірної. Під його керівництвом головна команда країни провела п'ять матчів. 1933 року очолював клуб «Хольстебро» з однойменного міста.

## Досягнення

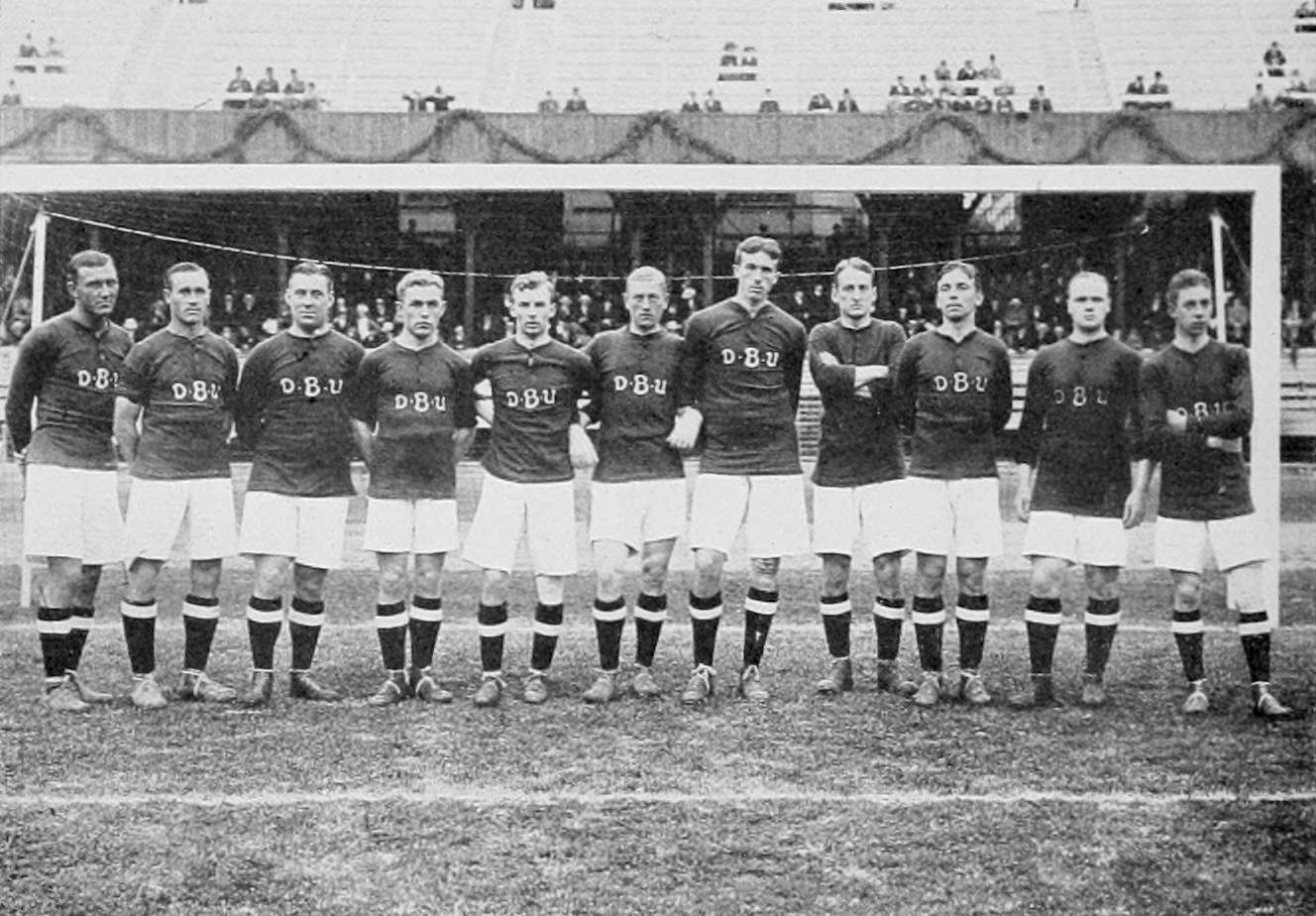
Збірна Данії на Олімпійських іграх 1912 року (матч проти збірної Нідерландів). Софус Нільсен — другий зліва.

Олімпійські ігри
- Віцечемпіон (2): 1908, 1912

## Статистика
Статистика виступів у збірній:
| Рік    | Ігри | Голи |
| ------ | ---- | ---- |
| 1908   | 3    | 11   |
| 1910   | 1    | 0    |
| 1911   | 1    | 0    |
| 1912   | 3    | 2    |
| 1914   | 2    | 2    |
| 1915   | 2    | 0    |
| 1916   | 1    | 0    |
| 1917   | 2    | 1    |
| 1918   | 3    | 0    |
| 1919   | 2    | 0    |
| Всього | 20   | 16   |

Найбільша перемога в історії збірної Данії:
| 22 жовтня 1908 |

| Данія | 17 – 1 | Франція |
| ----- | ------ | ------- |
|       |        |         |

| «Вайт Сіті» (Лондон) Глядачів: 1 000 Арбітр: Томас Кемпбелл (Англія) |

Голи: Софус Нільсен — 10 ( 1', 4', 7', 39', 46', 48', 52', 64', 66', 76'), Август Ліндгрен — 2 ( 18', 37'), Вільгельм Вольфхаген — 4 ( 60', 72', 82', 89'), Нільс Міддельбю — 1 ( 68'), Еміль Сарторіус (Франція) — 1 ( 16').
Данія: Людвіг Дрешер, Чарльз Бухвальд, Харальд Хансен, Харальд Бор, Крістіан Міддельбю, Нільс Міддельбю, Йоханнес Ганділь, Август Лінгрен, Софус Нільсен, Вільгельм Вольфхаген, Бйорн Расмуссен.